# Contea di Yiyang (Jiangxi)
La contea di Yiyang (弋阳县S, Yìyáng XiànP) è una contea della Cina, situata nella provincia di Jiangxi e amministrata dalla prefettura di Shangrao.